# Robert Crippen
Robert Laurel Crippen (n. 11 septembrie 1937, Beaumont⁠(d), Texas, SUA) este un fost ofițer United States Navy și astronaut american pentru United States Department of Defense și NASA. El a fost pilotul primului zbor al unei navete spațiale în 1981 și a zburat pe post de comandant în alte trei misiuni spațiale. Crippen a fost decorat cu Medalia de Onoare a Congresului pentru activități spațiale.
El s-a căsătorit cu Pandora Lee Puckett din Miami, Florida. Ra a fost prima femeie de la NASA care a lucrat ca inginer șef al navetelor spațiale Atlantis și Challenger de la Centrul Spațial Kennedy din Florida. El are trei fete dintr-o căsătorie anterioară.